# Beatriz Álvarez Sanna
Beatriz Álvarez Sanna   (Maldonado, 17 de setembre de 1968), és una química i bioquímica uruguaiana, professora de la Facultat de Ciències de la Universitat de la República, que investiga en les àrees de bioquímica redox i enzimologia. En 2013 va ser guanyadora del Premi L'Oréal-Unesco per a les dones i la ciència.

## Biografia
Álvarez Zanna va rebre el títol de batxiller en Química a l'any 1991. El 1993 va obtenir el títol de Magíster en Química amb una tesi centrada en el metabolisme bacterià. El 1999 es va doctorar en Química a la Universitat de la República. La seva tesi es va enfocar en la química biològica del peroxinitrit.
Exerceix com Professora Agregada del Laboratori d'Enzimologia de la Facultat de Ciències, Universitat de la República.
Els seus principals interessos són la bioquímica redox, la cinètica i l'enzimologia. Desenvolupa línies de recerca en tiols biològics i sulfur d'hidrogen. És integrant del Comitè Editorial de la revista Journal of Biological Chemistry.
El 2013 va rebre el Premi Nacional L'Oréal-Unesco. El seu projecte sobre la bioquímica del sulfur d'hidrogen versa sobre aquest element i la seva possible modulació per a la producció i administració farmacològica, que podrien constituir-se en noves alternatives per al tractament d'un ampli espectre de condicions, entre les quals s'inclouen la hipertensió, la ateroesclerosi, la diabetis i la inflamació.
És investigadora del Programa de Desenvolupament de les Ciències Bàsiques (PEDECIBA) i membre Nivell II del Sistema Nacional d'Investigadors (SNI).
És coautora de més de 40 publicacions en revistes internacionals arbitrades.